# Spetsstjärtat långebarn
Spetsstjärtat långebarn (Lumpenus lampretaeformis) är en ålliknande bottenfisk som tillhör familjen tångsnärtefiskar.

## Utseende
En långsträckt, ålliknande fisk med små fjäll, baktill spetsig stjärtfena, lång analfena och ännu längre ryggfena. Ryggfenan har endast taggstrålar, till ett antal av 71 till 75 stycken. Kroppen är brungul med mörkare bruna fläckar. Som mest blir den 50 cm lång.

## Vanor
Det spetsstjärtade långebarnet lever i grävda, Y-formade gångar på dybottnar vid ett djup av 50 till 200 m. Födan består av bottendjur som maskar, blötdjur, ormstjärnor och små kräftdjur.

### Fortplantning
Arten blir könsmogen vid ungefär 3 års ålder och 20 centimeters längd. Den leker under vintern på djupt vatten då honan kan lägga upptill 1 000 ägg på bottnen, som kläcks efter 4 till 6 veckor. Vissa forskare förmodar att bogångarna används för att dölja äggen. Larverna är pelagiska fram till våren.

## Utbredning
Det spetsstjärtade långebarnet finns i Nordatlanten från Kattegatt och norrut längs norska kusten till Spetsbergen, vidare västerut till Färöarna, Island, västra Grönland och Nordamerika (Labradorhalvön samt Newfoundland till Massachusetts). Ett troligt istidsisolat finns även i Östersjön.